# 超光速航法
超光速航法（ちょうこうそくこうほう）は、SFなどに見られる架空の航法であり、宇宙船等の乗り物又は個人が光速を超える速さで移動するための技術。

## 定義
相対性理論によると、物体の相対論的質量は速度が上がるにしたがって増加し、光速において無限大となる。このため、単純に加速を続けるだけでは光速に達することも、光速を超えることもできない。宇宙を縦横無尽に駆け回るSF（とくにスペースオペラ）の恒星船ではこのままだと都合が悪いので、さまざまな架空理論にもとづく超光速航法が考えられている。ハードSFでは、最先端の物理学の仮説を利用して相対論の枠内でブラックホールを利用することにより、超光速を使わずに空間移動する方法や超空間での移動を用いる。
また、SFの設定では、超光速航法の関連技術を使って超光速通信も行われているとすることがある。そうでない場合、通信よりも超光速宇宙船で移動するほうが先に届くため、「通信宇宙船」を設定することがある。
超光速航法というと光より速いスピードとシンプルに考えるかもしれないが、話はそう単純ではない。例えば宇宙に近道を作るタイプの超光速航法では、光より遅い進行スピードで光より早く目的地に到着する。これは到着が早いのであって、速度が速いのではない。また、速度を計る時計の進みも相対性理論では場所によって異なり、ほぼ光速で飛行している宇宙船内やブラックホールの事象の地平面付近では地球上の我々から見ると時間はほとんど止まっている。すなわち、このような時間の遅れた系にいる観測者が『体感』する移動は、その観測者から見て光速は常に光速であるにもかかわらず、超光速航法と全く同じ結果になることがある。

## 研究機関
1. Eagle Works Laboratory(Advanced Propulsion Laboratory: APL), NASA
2. Limitless Space Institute(LSI)
3. Enterprise Lab Group, Arizona State University(ASU)
4. Propulsion Research Center, Alabama University in Huntsville(UAH),

## 種類

### 論文
アルクビエレ・ドライブ
アルクビエレ・ドライブ（Alcubierre drive）は、メキシコ人の物理学者ミゲル・アルクビエレ（英語版）が提案した、アインシュタイン方程式の解を基にした空想的アイディアである。これによれば、もし負の質量といったようなものが存在するなら、ワープないし超光速航法が可能となる。発表以来、それを基にした論文がたびたび発表され、物理学界の片隅で今なお議論が行われているテーマである。

### SF
初期のSFやスペースオペラでは、相対性理論に言及せず、加速を続けることによって光速を越えている例がみられる。
バーゲンホルム航法
エドワード・E・スミスの『宇宙のスカイラーク』シリーズでは、相対性理論に触れたうえで観測事実として加速継続による超光速が実現されたとの設定で、理論は現実によって修正されるとされている。また、同じ作者の『レンズマン』シリーズでは、「バーゲンホルム機関」という装置で質量が持つ慣性を無効化し、宇宙船の質量そのものを無効化して超光速を達成している。
亜空間航法
SFテレビシリーズの『スタートレック』では、ワープ・エンジンによって宇宙船を包み込むように亜空間フィールドを発生させ、亜空間フィールドの膜に包まれた内部は、プランク時間以内に通常の空間に対して光速で進み出し、ワープ航法を行うという設定になっている。作中では、ワープ用の亜空間フィールドを「ワープ・フィールド」とも称している。亜空間フィールドの膜の中は通常の空間であり、宇宙船自体は通常の空間に対して静止している。亜空間フィールドの外から見ると、宇宙船は亜空間フィールドの膜に包まれて光速で移動しているように見えるが、宇宙船自体は亜空間フィールドの膜の中にある通常の空間に対して静止している。『スタートレック』シリーズでは、亜空間という架空の空間により、光速以上の速さで移動できないという相対性理論との矛盾を回避している。
これと似た方法では、『エイリアン』シリーズにおいては、「超推進エンジン」が船の周辺に「超推進フィールド」を張り巡らせ、この中の物体は光速を超えることができる。超推進中の船から脱出ポッドが飛び出した場合は光速以下に減速するため、強力な慣性力がポッドにかかる。しかし、ポッド船体や搭乗員にダメージが及ぶほどではない描写がある。それと同様、冷凍睡眠の延長上と思われる「超睡眠カプセル」も用いられる（ただし、通信については電波を亜空間経由で通す超光速通信がなされていることが、『エイリアン3』で描かれている）。
ハイパースペース・トラベル
アイザック・アシモフは晩年の作品『ネメシス』において、『ファウンデーション』シリーズなどに登場する超光速航法「ハイパースペース・トラベル」の開発史を描いている。それによると、ハイパースペース（超空間）通過時においても宇宙船は通常空間の恒星などの大質量点による引力の影響を受けるが、超光速においてはそれが逆に斥力として作用するため、通常空間復帰時に誤って恒星やブラックホールなどに突っ込んでしまう恐れは無い、と説明されている。
光速伸張航法
本職の工学者である石原藤夫は、自らのSF小説『ホワイトホール惑星』に登場させた「白黒穴帆型推進システム」において、ローレンツ収縮の公式とツィオルコフスキーの公式（と他の幾つかのやや強引な仮定）を元にして、「数式的に」超光速運動の原理を証明して見せた。また、石原藤夫の別の作品、太陽系を中心とした直径100光年の球殻宇宙「光世紀世界」を舞台にしたハードSF「光世紀パトロール」シリーズには「光速伸張航法」が登場する。
跳躍航法（ジャンプ・ドライブ）
山本弘の小説『サイバーナイト』では、極めて小さな時間単位（プランク秒未満）のうちでは物理法則が無効になるので、その時間単位内で膨大なエネルギーをつぎ込んで超光速で移動するという「跳躍航法（ジャンプ・ドライブ）」が使われている。山本の作品では、パロディも含めてこの種の超光速航法が多数登場する。
Ωドライブ、超光速シャフト、フィリップス駆動、レストラン数論ドライブ
同様に観測問題的トリックを使用するものには、神林長平の『敵は海賊』シリーズに登場する「Ωドライブ」と、谷甲州の『終わりなき索敵』に登場する「超光速シャフト」の利用がある。それぞれ細かいカラクリは異なるが、方法としては目的空間に先行情報を送り込み、その場所における存在確率を上げてから実体を送り込んで辻褄を合わせをする点で共通している。海外のSFで似た方式を取るものとして、ジェイムズ・P・ホーガンの『創世記機械』に登場する「フィリップス駆動」がある。これは物質を高次空間の波動が4次元空間に投射されたものとみなし、出発地で一旦分解したパターンを目的地で再構成することで移動を行う。また、観測問題的トリックを用いたものの亜種あるいはパロディに、ダグラス・アダムスの『銀河ヒッチハイク・ガイド』に登場する、「レストラン内での数の非絶対性」を用いた「レストラン数論ドライブ」がある.
それ以外の超光速航法には、高次元空間や亜空間、二次元空間などの相対性理論が適用されない空間を通過する方法などがある。
ワームホール
宇宙船の装置による超光速航法以外に、宇宙の特定の場所の間にはワームホール（虫食い穴）という抜け道が存在し、そこを通ることによって超光速を達成するというものもある。ワームホールは宇宙が出来た時から自然に存在していた場合や、超文明を持った宇宙の先住種族の技術によって作られた場合、人類の技術によって作成した場合などがある。前者の「宇宙ができたときから自然に存在していた」という設定では野尻抱介の『クレギオン』シリーズが、「超文明を持った宇宙の先住種族の技術」としてはアーサー・C・クラークの『2001年宇宙の旅』に登場するスターゲートがある。なお、後者の人類によって作製されたワームホールゲートを利用したものとして、『太陽の牙ダグラム』にて地球-デロイア間の移動に用いられているものがある。これは後述の通りそのままの名称を用いている。

その他は以下のようなものがある。
- AL-38 スリップストリーム機関群（『ウォーハンマー40,000』／ゲームズワークショップ）
- Cプラス推進（『バーサーカー』シリーズ／フレッド・セイバーヘーゲン）
- DSドライブ（『伝説巨神イデオン』）[1]
- ESドライブ（『勇者王ガオガイガー』シリーズ）
- FTL（Faster Than Light=超光速）ジャンプ（『GALACTICA/ギャラクティカ』）
- I3・エクシード航法（『無限航路』／セガ）
- N波航法（『銀河の荒鷲シーフォート』／デイヴィッド・ファインタック）
- U.M.N.（Unus Mundus Network）（『ゼノサーガシリーズ』／モノリスソフト）
- Ωドライブ（『敵は海賊』シリーズ／神林長平）
- 亜空間航行（『GODZILLA』）
- 亜空間飛翔航法（光速ドライブ）（『ガルフォース』）
- 亜空間ワープ（『スターオーシャンシリーズ』／トライエース）
- 非対称航行（アシンメトリー・フライト）（『神獣聖戦』シリーズ／山田正紀）
- アルクビエレ・ドライブ（ミゲル・アルクビエレ（英語版）による理論上のアイデア）
  - リンデ＝アルクビエレ交互膨張航法（『シンギュラリティ・スカイ』／チャールズ・ストロス）
- 位相差空間航法（『カウボーイビバップ』）
- 異層次元航法推進システム（『R-TYPE』シリーズ／アイレム）
- 異次元ワープシステム（『ダライアス』シリーズ／タイトー）
- イナーシャレス・ドライブ（『ウォーハンマー40,000』／ゲームズワークショップ）
- インフレーション・ホール（『ダイバージェンス・イヴ』シリーズ）
- <網辻>（ウェブウェイ）の利用（『ウォーハンマー40,000』／ゲームズワークショップ）
  - ドルメン・ゲート（『ウォーハンマー40,000』／ゲームズワークショップ）
- エンカナッハ・ドライブ（『反逆者の月』／デイヴィッド・ウェーバー）
- オーヴァードライヴ（『最初の接触』／マレイ・ラインスター）
- 超絶駆動（オーバードライブ）（『カエアンの聖衣』／バリントン・J・ベイリー）
- オルダースン航法（『宇宙の傭兵たち』ほか／ジェリー・パーネル、『神の目の小さな塵』ほか／ラリー・ニーヴン＆ジェリー・パーネル）
- カルナック航法（『緑の太陽』、『神聖代』／荒巻義雄）
- 慣性系同調航法（『導きの星』／小川一水）
- 奇跡論航行（『SCP財団』）
- 吸時性物質の利用（『チオチモリン、星へ行く』／アイザック・アシモフ）
- キララドライブ（『AKB0048』）
- クロノドライブ（『ギャラクシーエンジェル』／ブロッコリー）
- ゲイトシステム（『スターゲイト』。同シリーズにはハイパードライブも登場している）
- 門<ゲート>（『スカーレット・ウィザード』／茅田砂胡）
- 光子駆動（『光の塔』／今日泊亜蘭）
- 光速伸張航法（『光世紀パトロール』シリーズ／石原藤夫）
- 極長距離恒星間航法ドライヴ（『輪廻のラグランジェ』）
- コラプサー・ジャンプ（『終りなき戦い』／ジョー・ホールドマン）
- サーフィング（『それゆけ!宇宙戦艦ヤマモト・ヨーコ』／庄司卓）
- サブイーサドライブ／サブイーサ航法（『星方武侠アウトロースター』／伊東岳彦）
- シートン・クレイン効果の利用（『宇宙のスカイラーク』／エドワード・E・スミス）
- 時空切断航法（『ナイトウォッチ三部作』／上遠野浩平）
- 次元トンネル（『YAT安心!宇宙旅行』）
- 次元波動超弦励起縮退半径跳躍重力波超光速航法（バニシング・ドライブ）（『トップをねらえ!』／ガイナックス）
- ジャーネル裂開駆動（『魔王子』シリーズ／ジャック・ヴァンス）
- ジャンプエンジン（『大航宙時代 星海への旅立ち』／ネイサン・ローウェル）
- ジャンプ・ゲート（『バビロン5』）
- 跳躍（ジャンプ）推進航法（『シンギュラリティ・スカイ』／チャールズ・ストロス）
- ジャンプドア（『ジャンプドア』シリーズ／フランク・ハーバート。同シリーズにはFTL（超光速）宇宙船も登場する）
- ジャンプドライブ（『トラベラー』シリーズ／マーク・ミラー、『クレギオン』シリーズ／野尻抱介）
- 跳躍航法（ジャンプ・ドライブ）（『サイバーナイト』／山本弘）
- 重力ワープ（『スターオーシャン Till the End of Time』／トライエース）
- 重力推進（『ガニメアン』シリーズ／ジェイムズ・P・ホーガン）
- ショウ機関（『スカーレット・ウィザード』／茅田砂胡）
- ショウ-フジカワ超光速機関（スリップスペース・ドライブ）（『HALO』シリーズ／バンジー＆343 Industries）
- ショックポイント・ドライブ（『Dead Space』シリーズ／Visceral Games）
- ショートカット・アンカーの利用（『ほしのこえ』／新海誠。ハイパードライブとの併用）
- ショートカット・ネットワークの利用（『スタープレックス』／ロバート・J・ソウヤー）
- 振動ドライブ（『キャプテン・フューチャー』シリーズ／エドモンド・ハミルトン）[2]
- 白黒穴帆型推進システム（『ホワイトホール惑星』／石原藤夫）
- スキップドライヴ（『老人と宇宙』シリーズ／ジョン・スコルジー）
- 静止空間（ステイシス）ジャンプ（『バベル - 17』／サミュエル・R・ディレイニー）
- スピンディジー航法（『宇宙都市』シリーズ／ジェイムズ・ブリッシュ）
- スピンドル（アンドリーセン・エンジン）（『渦状星系の深淵』／ポール・クック（英語版））
- スペースジャンプ（『スペーストラベラー・タイマニック』／タカラ）[3]
- 空間縫進機関（スペース・ソーイング・エンジン）（『宇宙船∞号の冒険』／川又千秋）
- スペーストンネルの利用（『プロバビリティ』シリーズ／ナンシー・クレス）
- 星間トンネル航法（『ハコダテ観光ガイド イカール星人襲来中！』／函館市）
- 星系ジャンプ航法（『彷徨える艦隊』／ジャック・キャンベル）
- ゼロドライブ航法（『ウルトラマンダイナ』／円谷プロダクション）
- 相転移航法（『ロスト・ユニバース』／神坂一）
- ターディス（『ドクター・フー』／BBC）
- タキオネーター（『ビッグ・ウォーズ（英語版）』／荒巻義雄）
- タロニュー・サイオニック・ワープ（『SCP財団』）
- 超光速輸送（タクトラン）（『JEM』／フレデリック・ポール）
- チェダイト放射機（『銀河遊撃隊』／ハリイ・ハリスン）
- チェレンコフ推進（『宇宙の戦士』／ロバート・A・ハインライン、『スターシップ・トゥルーパーズ』シリーズ）
- 超空間航法（『宇宙軍士官学校』／鷹見一幸）
- 超空間ジャンプ（『知性化シリーズ』／デイヴィッド・ブリン）
- 超空間チューブ（『くるくるパッX』／聖悠紀)
- 超空間通路（『戦闘妖精・雪風』シリーズ／神林長平）
- 超空間転移機（『機甲界ガリアン』）
- 超空間ドライブ（『ARIEL』／笹本祐一）
- 超空間ネットワークの利用（『宇宙戦艦ヤマト2199』）
- 超光速シャフト（超光速空間流）の利用（『航空宇宙軍史』／谷甲州）
- 超光速第二次飛行法（『ホーカ・シリーズ』／ポール・アンダースン＆ゴードン・R・ディクスン）
- 超光速跳躍（『ミニスカ宇宙海賊』／笹本祐一）
- 超時間航法（『銀河鉄道の彼方に』／高橋源一郎）
- 超次元航法（『未来人カオス』／手塚治虫）
- 超推進エンジン（『エイリアン』シリーズ）
- 跳躍転位航法（『新竹取物語 1000年女王』／松本零士）
- 定位リバース・コンバート（『電脳戦機バーチャロン』）
- ティプラー跳躍（『ビッグ・ウォーズ』／荒巻義雄）
- テレポーション（『地球防衛軍5』、『地球防衛軍6』／サンドロット）
- どこでもドア（『ドラえもん』／藤子不二雄）
  - どこでもガス（『ドラえもん のび太とアニマル惑星』／藤子不二雄）
  - どこでもまど（『ドラえもん』／藤子不二雄）
- トランスワープ（『スタートレックシリーズ』）
  - 活性マイセリウム胞子転移ドライブ（『スタートレック:ディスカバリー』）
  - トランスワープチューブの利用（『スタートレックシリーズ』）
  - トランスワープ転送（『スタートレック』）
  - 量子スリップストリーム航法（『スタートレック:ヴォイジャー』）
- ナーヴァルによる重力場トンネルの形成（『ウォーハンマー40,000』／ゲームズワークショップ）
- ニルヴァーナ航法（『神聖代』／荒巻義雄）
- バーゲンホルム機関（『レンズマン』／エドワード・E・スミス）
- ハイゲートの利用（『地球連邦の興亡』／佐藤大輔）
- バイアス・ドライブ（『クルーズチェイサー ブラスティー』）
- 超高速推進器（バイアスドライブ）（『ソルジャーブレイド』／ハドソン）
- ハイパークロックアップ（『仮面ライダーカブト』）
- ハイパースペース・トラベル（『ファウンデーションシリーズ』他／アイザック・アシモフ）
- ハイパードライブ（『スター・ウォーズ』、『超人ロック』／聖悠紀、『YAT安心!宇宙旅行』、他多数）
- 超空間駆動機関（ハイパードライブ）（『ノウンスペース』シリーズ／ラリー・ニーヴン）
- ハイパーネット（『彷徨える艦隊』／ジャック・キャンベル）
- ハイパー＝リニア航法（『宇宙英雄ペリー・ローダン』）
- 波動エンジン（『宇宙戦艦ヤマト』シリーズ）
  - 次元波動超弦跳躍機関（『宇宙戦艦ヤマト2199』）
  - ゲシュ＝タム機関（『宇宙戦艦ヤマト2199』）
    - 瞬間物質移送機（『宇宙戦艦ヤマト』）
- 消去機関（バニシング・エンジン）とタイム・エーテル推進の併用（『銀河乞食軍団』／野田昌宏）
- パルスワープ（『コスモス・エンド』／笠原俊夫）
- ビフロストエンジン（『SCP財団』）
- フィリップス駆動（『創世記機械』／ジェイムズ・P・ホーガン）
- フィロト（『エンダーのゲーム』シリーズ／オースン・スコット・カード）
- フォールド航法（『マクロスシリーズ』）[2]
- ブラックホールの跳躍（『宇宙船サジタリウス』）
- プロテロン機関（『ビッグ・ウォーズ』／荒巻義雄）
- 平面宇宙航法（『星界の紋章』シリーズ／森岡浩之）
- 平面航法（『人類補完機構』シリーズ／コードウェイナー・スミス）
- 膨張推進（『宇宙兵ブルース』／ハリイ・ハリスン）
- ポータルガン（『Portal』／Valve Corporation）
- ボソンジャンプ（『機動戦艦ナデシコ』、『遊撃宇宙戦艦ナデシコ』／麻宮騎亜）
- ポニー・システム（『孤児たちの軍隊』／ロバート・ブートナー（英語版））
- マンシェン駆動系（『銀河辺境シリーズ』／A・バートラム・チャンドラー）
- ミュー駆動（『2001夜物語』／星野之宣）
- 無限不可能性ドライブ （『銀河ヒッチハイク・ガイド』／ダグラス・アダムズ）
- ラング歪曲ドライブ（『SCP財団』）
- リープ航法（『宇宙の騎士テッカマン』他）[2]
- 量子生成＝消滅型位相波不連続超光速ドライブ（『ギャラクシートリッパー美葉』／山本弘）
- 量子テレポート（『劇場版 機動戦士ガンダム00 -A wakening of the Trailblazer-』）
- 量子トンネル航法（『ポスリーン・ウォー』シリーズ／ジョン・リンゴー（英語版））
- レイライン航法（『ポスリーン・ウォー』シリーズ／ジョン・リンゴー）
- レストラン数論ドライブ （『銀河ヒッチハイク・ガイド』／ダグラス・アダムズ）
- ワープ航法（『スタートレック』シリーズ、『宇宙戦艦ヤマト』、『ダーティペア』シリーズ／高千穂遙、『銀河英雄伝説』／田中芳樹、他多数）
- 空間歪曲機関（ワープ・ドライブ）（『UGSF』作品群／ナムコ）
- 跳躍推進（ワープドライブ）（『スターシップ・オペレーターズ』／水野良）
- ワームホール航法（『太陽の牙ダグラム』）